# Hoewon-dong
Hoewon-dong (koreanska: 회원동) är en stadsdel i staden Changwon i provinsen Södra Gyeongsang i den sydöstra delen av Sydkorea, 300 km sydost om huvudstaden Seoul. Den ligger i stadsdistriktet Masanhoewon-gu.
Administrativt är Hoewon-dong indelat i:
| Namn    | Namn              | Yta i km² | Invånare 31 dec 2018 |
| ------- | ----------------- | --------- | -------------------- |
| 회원1동 | Hoewon 1(il)-dong | 0,73      | 11 744               |
| 회원2동 | Hoewon 2(i)-dong  | 3,36      | 8 440                |